# Road Rash 3
Road Rash 3 es un videojuego de carreras y combate vehicular desarrollado y publicado por Electronic Arts (EA) para Sega Genesis. Es la cuarta entrega de la serie Road Rash y la última en ser lanzada para Genesis, así como el último título de EA desarrollado para Genesis. El juego se centra en una serie mundial de carreras de motos de carretera que el jugador debe ganar para avanzar a carreras de mayor dificultad, mientras participa en combate armado y desarmado para obstaculizar a los otros corredores.
El desarrollo de Road Rash 3 comenzó después de que el programador de la serie Dan Geisler experimentara frustración al trabajar en Michael Jordan: Chaos in the Windy City y se ofreciera a hacer un nuevo título de Road Rash en su lugar. La ambientación del mundo del juego se vio influenciada por la necesidad de una nueva característica importante a pesar de que la tecnología de Genesis se había llevado al límite. El juego fue recibido positivamente por la crítica y tuvo éxito comercial; los críticos apreciaron la jugabilidad y las imágenes refinadas, pero señalaron la falta de innovación y tuvieron reacciones mixtas al audio.

## Jugabilidad
Road Rash 3 pone al jugador en control de un corredor de motocicletas que debe terminar en tercer lugar o más alto entre otros catorce corredores; el jugador avanza a lo largo de los cinco niveles del juego ganando cinco carreras en cada nivel. Las carreras del juego tienen lugar en varios escenarios alrededor del mundo, que consisten en Australia, Kenia, Japón, Italia, Brasil, Alemania, y el Reino Unido. Durante una carrera, el corredor puede frenar, acelerar y atacar a los oponentes vecinos. El corredor golpeará al oponente más cercano con una entrada predeterminada, mientras que mantener presionado un botón direccional durante la entrada dará como resultado un revés o una patada. Algunos oponentes empuñan armas como garrotes, cadenas, nunchaku, palancas, aerosol, picanas y latas de aceite, que el corredor puede tomar y usar si el oponente es atacado mientras sostiene el arma para atacar. El corredor puede llevar múltiples armas a la vez y alternar entre ellas para seleccionar un arma para usar. La maza, la picana y la lata de aceite están limitadas a diez cargas cada una y se desecharán cuando se hayan utilizado todas las cargas. El corredor puede ser expulsado de su bicicleta si choca contra un obstáculo o si se queda sin resistencia (que se muestra en la esquina inferior izquierda de la pantalla) debido a peleas con oponentes. En este caso, el corredor correrá automáticamente hacia su moto, aunque el jugador puede alterar su curso con los botones direccionales o quedarse quieto manteniendo presionado el botón de entrada del freno. Los oponentes también serán expulsados de su bicicleta si se agota su propia resistencia; la resistencia del oponente más cercano es visible en la esquina inferior derecha de la pantalla.
El corredor comienza el juego con US$1000 y gana premios en efectivo por cada carrera exitosa. El jugador puede acceder a una tienda desde el menú principal del juego para ver bicicletas de diferentes pesos, velocidades y capacidades de dirección, y el jugador puede comprar una bicicleta nueva con el dinero que ha acumulado. Ciertas motos están equipadas con una serie de cargas de óxido nitroso, que pueden proporcionar una explosión de velocidad si el jugador presiona rápidamente el botón de entrada de aceleración dos veces. El jugador también puede mejorar su moto actual en cuatro áreas: rendimiento del motor, resistencia del chasis, neumáticos y suspensión. Una moto solo se puede actualizar una vez en cada área. El jugador recibirá una contraseña al final de una carrera exitosa, que se puede ingresar en una pantalla de ingreso de contraseña en una sesión posterior para mantener el progreso del jugador. El jugador avanzará al siguiente nivel después de ganar una carrera en cinco de las siete pistas del juego.
La moto tiene su barra de vida y dos medidores de resistencia del corredor y los oponentes, respectivamente, que disminuye cada vez que el corredor sufre un choque. La moto se arruinará si la barra cae a 0, lo que finaliza la participación del jugador en la carrera actual y deduce el costo de una factura de reparación del saldo del corredor. Oficiales motorizados hacen apariciones esporádicas a lo largo de las pistas del juego y también pueden terminar la participación del jugador si detienen al corredor después de un accidente, lo que deduce el costo de una multa de su saldo. La aparición de un helicóptero de la policía significa la presencia cercana de un oficial de motor, y el helicóptero intentará golpear al corredor con sus rieles de aterrizaje y hacerlo vulnerable al oficial que se aproxima. Si el corredor carece de los fondos para cubrir una factura de reparación o una multa, se le pedirá que continúe como reposedor para la tienda o como soplón para la policía. En cualquier caso, el corredor tendrá la tarea de detener a un oponente buscado haciéndolo chocar y deteniéndose junto a él. Para ayudar en esta misión, el dueño de la tienda le proporcionará al corredor una palanca, mientras que la policía le proporcionará un garrote. El oponente buscado se destaca de los demás por usar cueros de diferentes colores. La detención exitosa del oponente buscado resultará en la exención de la factura de reparación o la multa del corredor, mientras que el fracaso terminará prematuramente el juego.
Road Rash 3 cuenta con un modo de dos jugadores que puede ser jugado intermitentemente entre jugadores o simultáneamente con el uso de una pantalla dividida. Dos jugadores pueden competir entre sí junto con otros corredores controlados por computadora o participar en el modo "Mano a Mano", en el que los dos jugadores humanos son los únicos corredores que compiten en la pista. En este modo, los jugadores pueden seleccionar un arma para empuñar antes del comienzo de la carrera.

## Desarrollo y lanzamiento
Tras la finalización de Road Rash II, el cocreador y programador de la serie Dan Geisler planeó dejar EA y aceptó una oferta de empleo de Crystal Dynamics; lo motivó principalmente una compensación inadecuada por su trabajo en los dos primeros títulos, y sintió que la tecnología para Genesis se había llevado lo más lejos posible. Geisler solo se quedó con EA después de negociar un pago significativo por adelantado. Durante una experiencia frustrante trabajando en Michael Jordan: Chaos in the Windy City, Geisler se encontró con el vicepresidente de marketing de EA, Bing Gordon, y le ofreció crear Road Rash 3, argumentando que podría crearse más rápido y tener más éxito comercial, y Gordon aceptó.
Road Rash 3 comenzó a desarrollarse en marzo de 1994, con Nana Chambers como directora y el cocreador de la serie Randy Breen como productor. El juego fue desarrollado en paralelo con la versión para 3DO de Road Rash, y los dos títulos compartieron recursos de producción como resultado, particularmente la jugabilidad de sprites. El artista Michael Hulme fue reclutado de Cinemaware para el equipo de desarrollo del juego, y se le dijo que "Road Rash 3" sería el último título de EA para Sega Genesis. Como la división de marketing de EA deseaba una "gran característica nueva" para el juego a pesar de que la tecnología de Genesis había llegado al límite, Hulme sugirió escenarios mundiales como algo que "llevaría [la serie] a un lugar donde la gente no ha estado antes", y pintó diez escenarios conceptuales aproximados en cuatro días, que finalmente se redujeron a siete escenarios para el juego final. El audio del juego fue creado por Don Veca.
Road Rash 3 se exhibió en el Consumer Electronics Show de invierno de 1995 y se lanzó en marzo. Fue el último juego de Road Rash que se lanzó para Sega Genesis. GamePro y Best Buy organizaron un sorteo promocional al mes siguiente, en el que los concursantes que completaron y enviaron por correo un formulario de inscripción eran elegibles para ganar un gran premio que consistía en un viaje con todos los gastos pagados para el ganador y un invitado a San Francisco en junio para ver un concierto de Monster Magnet, una de las bandas destacadas en las versiones de 3DO y Sega CD de Road Rash. El ganador conocería a la banda en el backstage y recibiría una copia autografiada de su último álbum Dopes to Infinity, y también recibiría una consola Sega Genesis y una copia de Road Rash 3.

## Recepción
Aunque Road Rash 3 careció de la aclamación de la crítica de entradas anteriores de la serie, fue recibido con críticas generalmente positivas. Bacon de GamePro expresó su aprobación por la variedad de armas y pistas del juego, y dijo que los controles estrictos complementaban la función de mejora de la bicicleta, aunque criticó la mecánica de ciclismo de armas difícil de manejar y sintió que el modo de dos jugadores, aunque más rápida y fluida que la de Road Rash II, seguía siendo más nerviosa y menos receptiva que la campaña para un jugador. Notó el realismo mejorado de los detalles visuales y el paisaje y la destreza de los sprites, pero criticó la música como "molestamente vivaz" y describió los efectos de sonido como "a menudo tontos". Gary Lord de Computer and Video Games y Neil West de Game Players consideraron que Road Rash 3 era esencialmente el mismo juego que las entregas anteriores a pesar de sus mejoras visuales y de jugabilidad. West consideró que las imágenes estaban anticuadas a pesar de las animaciones y el escenario adicionales, y aunque describió la banda sonora como "ingeniosa" y los efectos de sonido como convincentes, cuestionó la ausencia de la banda sonora grunge en la entrega de 3DO. Gus Swan y Steve Merrett de Mean Machines Sega consideraron que Road Rash 3 era la entrega más rápida y refinada de la serie, pero también anticuada en comparación con Ridge Racer y Daytona USA, y citaron el título anterior de EA Skitchin' como una versión más eficaz y original de la fórmula. Aunque reconocieron la mayor nitidez y el tamaño de los gráficos y la variedad del audio, Merrett vio los colores como "terriblemente desteñidos" y se burló de la música como "triste Megadrive metal para personas con acné". y camisetas Bon Jovi". Chris Gore de Videojuegos declaró que Road Rash 3 es "el mejor hasta ahora" y elogió la jugabilidad violenta y los fondos realistas, pero sintió la música. estaba bien". Un crítico de Next Generation aplaudió la inclusión en el juego de las animaciones y los diseños de pistas de la aclamada versión 3DO de Road Rash, así como las nuevas armas y motos. modo potenciador.
Según Randy Breen, Road Rash 3 vendió más que los títulos anteriores de Genesis. El juego fue el cuarto título de Genesis con mayor alquiler en Blockbuster Video en su primer mes, y se ubicó entre los diez primeros en cinco meses posteriores; volvió a entrar en la lista durante tres meses en 1996, y durante once meses en 1997. En los "Premios a la elección de los lectores de 1995" de GamePro, Road Rash 3 fue votado como "Mejor simulador de carreras (juegos de 16 bits)", con el 55% de los votos.